# سدا داوتیان
سدا مارتینی داوتیان (ارمنی: Սեդա Մարտինի Դավթյան؛) خواننده، اپرا اهل ارمنستان بود.  وی بین سال‌های - تا - میلادی فعالیت می‌کرد.

## زندگی‌نامه
وی  از کنسرواتوار دولتی چایکوفسکی مسکو (۱۹۵۵) فارغ‌التحصیل گشت. وی در تالار آکادمی ملی اپرا و باله آلکساندر اسپنداریان فعالیت می‌کرد. همچنین برندهٔ جوایزی همچون هنرمند شایسته ارمنستان شوروی شده‌است. 